# Hersilia sundaica
Espèce
Hersilia sundaica est une espèce d'araignées aranéomorphes de la famille des Hersiliidae.

## Distribution
Cette espèce se rencontre à Lombok et Sumbawa en Indonésie et en Thaïlande.

## Description
Le mâle mesure 3,65 mm et la femelle 3,95 mm.

## Étymologie
Son nom d'espèce lui a été donné en référence au lieu de sa découverte, les îles de la Sonde.

## Publication originale
- Baehr & Baehr, 1993 : The Hersiliidae of the Oriental Region including New Guinea. Taxonomy, phylogeny, zoogeography (Arachnida, Araneae). Spixiana Supplement, vol. 19, p. 1-96 (texte intégral).